# Макри, Эмиль
Эмиль Макри (рум. Emil Macri; 9 октября 1927, Галац — 17 апреля 1991, Жилава) — румынский генерал, один из руководителей коммунистической госбезопасности СРР. Начальник экономической контрразведки в системе «Секуритате». Участник подавления рабочих протестов в долине Жиу в 1977 году и в Брашове в 1987 году. После Румынской революции 1989 года арестован, умер в тюрьме.

## Карьера в «Секуритате»
Окончил среднюю школу. После прихода к власти РКП сделал карьеру в качестве офицера госбезопасности. Отличался коммунистической идеологизированностью и жёсткостью в подавлении оппозиции.
Генеральское звание Эмиль Макри получил при правлении Николае Чаушеску по рекомендации Иона Стэнеску. Чаушеску назначил генерала Макри руководителем II департамента экономической контрразведки ключевого Директората внутренней безопасности Секуритате. На этом посту Макри получил доступ к большим объёмам конфиденциальной информации финансово-экономического характера и компрометирующих материалов. Это осложнило его отношения с Еленой Чаушеску, обеспокоенной доверительными отношениями мужа с начальником экономической контрразведки.
Осенью 1977 года Макри, наряду с Николае Плешицэ, был организатором репрессий против участников шахтёрской забастовки в долине Жиу. Спустя десять лет, в ноябре 1987 Макри вместе с генералом Константином Нуцэ руководил подавлением рабочего восстания в Брашове.

## Арест после революции
16 декабря 1989 года генерал в составе группы руководителей «Секуритате» был направлен на подавление восстания в Тимишоаре. В его функции входила организация слежки, выявление протестного актива, прослушивание телефонных разговоров, блокирование магистралей, наблюдение в больницах. Взять ситуацию под контроль не удалось. Восстание охватило практически всю страну и перекинулось в столицу. Режим Чаушеску пал в течение десяти дней.
6 января 1990 года Эмиль Макри был уволен в запас в звании генерал-майора. Вскоре он был арестован и обвинён в соучастии в геноциде. В марте Макри предстал перед судом вместе с 20 другими чинами «Секуритате». Подсудимые обвинялись в убийствах тимишоарских манифестантов и тайном кремировании тел погибших. Макри признавал свою «моральную ответственность» за выполнение преступных приказов Чаушеску, однако утверждал, что его действия в Тимишоаре не были связаны с вооружённым подавлением протестов, а ограничивались обеспечением «информационной безопасности» и проверкой на причастность к событиям иностранных государств.

## Смерть в тюремном фургоне
Во время процесса Макри содержался в тюрьме Penitenciarul Bucureşti, расположенной в коммуне Жилава. Он скончался при не вполне ясных обстоятельствах — по некоторым данным, в фургоне при перевозке в тюремную больницу. Медицинское заключение констатировало смерть от сердечного приступа. На 17 апреля 1991 приговор в отношении Макри ещё не был вынесен, дело прекращено в связи со смертью обвиняемого.
Внезапная кончина Эмиля Макри иногда рассматривается в контексте череды «странных смертей» ряда генералов режима Чаушеску.

## Семейный след в бизнесе и политике
Сын генерала Макри — Виктор Макри — на момент революции имел звание капитана «Секуритате». Вместе с отцом он был уволен в запас. К ответственности не привлекался.
Виктор Макри — известный румынский предприниматель. В консалтинговой и IT компании SCOP Computers он курировал сферы маркетинга и безопасности бизнеса. Существуют экспертные оценки, согласно которым Макри-младший имел серьёзное влияние на таких ведущих политиков, как президент Траян Бэсеску и бывший премьер-министр Адриан Нэстасе. Возможности Виктора Макри во многом объясняются информационной базой экономической контрразведки «Секуритате», унаследованной от отца.